# 韓末淑
韓 末淑（ハン・マルスク、1931年12月27日 - ）は、韓国の小説家。ソウル特別市出身。本貫は清州韓氏、韓戊淑の妹。

## 略歴
1931年12月27日、現在のソウル特別市に生まれる。ソウル大学校言語学科を卒業、1956年『現代文学』に『신화의 단애（神話の断崖)』と『별빛 속의 계절(星光の中の季節)』が推薦され文壇デビューした。『신화의 단애(神話の断崖)』は1950年代末、実存主義文学論争になった主要対象作品で、過去も未来もなく、ひたすら現在にのみ価値をおいている女性の存在意識とモラルを追究した作品である。
1963年、貧しい環境の中でも失われることのない人情と信頼を通じて拝金思想の崩壊を描いた『흔적(痕跡)』で『現代文学』新人賞を受賞、1968年、娘の病床を見守る母の心理を描写した『신과의 약속(神との約束)』で第1回創作文学賞を受賞した。韓は様々な状況の中で生まれる人間心理の内密な様相を繊細に描いている。特に既成世代に対抗して現代を生きる女性の心理を女性作家特有の筆致で描写している。

## 年譜
- 1931年12月27日、ソウル特別市に生まれる。[1]
- 1964年、第9回『現代文学』新人賞受賞。
- 1968年、第1回韓国日報文学賞受賞。
- 1998年、国際ペンクラブ韓国本部副会長。
- 1999年、宝冠文化勲章。
- 2002～2004年、韓国女性文学人会会長。
- 2009年～、韓国女性文学人会顧問、国際ペンクラブ韓国本部顧問、大韓民国芸術院会員。

## 代表作品
- 1960年、신화의 단애(神話の断崖)[5][6]
- 1964年、하얀 도정(白い道程)
- 1965年、별빛 속의 계절(星光の中の季節)
- 1965年、이 하늘 밑(この空の下)
- 1968年、신과의 약속(神との約束)
- 1977年、잃어버린 머플러(失くしたマフラー)
- 1978年、여수(旅愁)
- 1986年、모색시대(模索時代)
- 1999年、행복(幸福)
- 2000年、아름다운 영혼의 노래(美しい霊魂の歌)
- 2008年、사랑할 때와 헤어질 때(愛するときと別れるとき)